# Walton-on-the-Naze
Walton-on-the-Naze este un oraș în comitatul Essex, regiunea East, Anglia. Orașul se află în districtul Tendring. 